# 青瓷象嵌云鹤文梅瓶
青瓷象嵌云鹤文梅瓶是一种诞生于朝鲜半岛13世纪末期高丽王朝的梅瓶，以象嵌技法制作。在朝鲜半岛历史上，诸如青瓷象嵌云鹤文梅瓶的艺术品是十分典型的，通过创造出令人感到舒适的形状和引人注目的云彩，刻画出了鹤的形象。其产自现在的大韩民国全罗北道和全罗南道一带的青瓷窑。瓶口上用黄金修补的行为表明，青瓷象嵌云鹤文梅瓶曾是日本的一件珍贵文物。目前收藏于韩国首尔特别市的涧松美术馆的青瓷象嵌云鹤文梅瓶被评选为大韩民国国宝第68号。

## 制作
梅瓶，也称经瓶，瓷器型制，用途为酒器、花器。最早出现在唐朝，宋辽时期较为流行，约定俗称为梅瓶。在中国，梅瓶从隋朝至清朝历经1300多年演变，形成了极为丰富的器型样式。全罗南道的康津郡被誉为“象嵌技法青瓷的故乡”。由于其具有优越的地理优势，早在朝鲜三国时期就成为新罗与中国、日本、阿拉伯等国进行贸易的集中地区，多种文化在这里碰撞交流。青瓷象嵌云鹤文梅瓶便产自这一带地区，以象嵌技法制作，诞生于13世纪末期的高丽王朝。这种艺术品在朝鲜半岛历史上是十分典型的，通过创造出令人感到舒适的形状和引人注目的云彩，刻画出了鹤的形象。瓶口上用黄金修补的行为表明，青瓷象嵌云鹤文梅瓶曾是日本的一件珍贵文物。

## 藏址
目前，位于美国纽约的大都会艺术博物馆和韩国首尔特别市的涧松美术馆各藏有一个青瓷象嵌云鹤文梅瓶。现存于大都会艺术博物馆的青瓷象嵌云鹤文梅瓶是由弗莱彻基金于1927年捐赠的。截止2017年11月，其后该藏品共展出了21次。涧松美术馆的青瓷象嵌云鹤文梅瓶被评选为大韩民国国宝第68号。